# Na szlaku z Jeffem Corwinem
Na szlaku z Jeffem Corwinem (ang. The Jeff Corwin Experience, 2001-2005) – amerykański program popularnonaukowy, opowiadający o dzikich zwierzętach, prowadzony przez znanego amerykańskiego ekologa i przyrodnika Jeffa Corwina. Program emitowany jest na Animal Planet.

## Opis
Początkowo w programie pokazano m.in. festiwal kobry w Indiach, dżunglę w Tajlandii, Borneo i południowoamerykańskie Wyspy Galapagos. W następnym roku (2 sezon) Jeff odwiedził m.in. lasy Gujany, australijski busz i Tanzanię. W trzecim sezonie, w 2005 roku, uwzględnione zostały kraje takie jak Meksyk i Peru, a także Kenia i Uganda leżące w Afryce. W programie pokazane zostały wszystkie kontynenty, z wyjątkiem Antarktydy.
Program ma wartość edukacyjną, jest łatwy do rozpoznania przez kontrowersyjnego, lecz sympatycznego prowadzącego - Jeffa Corwina. Jeff żartuje, że został ugryziony lub "prawie" ugryziony przez opisywane zwierzę. W programie czasami występują odniesienia do popkultury i filmów.
Corwin otrzymał honorowy doktorat w edukacji publicznej. Od dawna jest zwolennikiem ochrony lasów tropikalnych. Programy takie jak ten lub Łowca krokodyli, prowadzony przez Steve'a Irwina i Terri Irwin, odzwierciedla "prawidłowe życie z przyrodą".

## Odcinki

### Sezon 1
| Numer odcinka | Miejsce            | Angielski tytuł                         | Polski tytuł                 |
| ------------- | ------------------ | --------------------------------------- | ---------------------------- |
| 1             | Borneo             | A Wild Man in Borneo                    | Dziki człowiek z Borneo      |
| 2             | Indie              | Riding the Cobra Express                | Jadąc ekspresem kobry        |
| 3             | Arizona (USA)      | Land of the Serpent                     | Kraina węża                  |
| 4             | Alaska             | Nothern Exposure                        | Ujawnienie północy           |
| 5             | Luizjana (USA)     | Call of the Cajun Wild                  |                              |
| 6             | Tajlandia          | The Royalty of Siam                     | Królestwo Tajlandii          |
| 7             | Indonezja          | Six Days to the Dragon                  | Sześć dni do smoka           |
| 8             | Ameryka Południowa | Into the Hearth of Drakness             | W sercu ciemności            |
| 9             | Brazylia           | The River Wolf and the Isle of Serpents | Rzeczny wilk i Wyspa Węży    |
| 10            | Afryka             | Into Africa                             | W Afryce                     |
| 11            | Madagaskar         | The Land That Time Forgot               | Ląd, o którym czas zapomniał |
| 12            | Panama             | The Brigde Between the Americas         | Most Między Amerykami        |
| 13            | Wyspy Galapagos    | The Living Laboratory                   | Żywe laboratorium            |

### Sezon 2
| Numer odcinka | Miejsce          | Angielski tytuł                | Polski tytuł                |
| ------------- | ---------------- | ------------------------------ | --------------------------- |
| 1             | Floryda (USA)    | Explorind Pascua de Florida    |                             |
| 2             | Gujana           | Land of the Giants             | Kraina gigantów             |
| 3             | Kalifornia (USA) | The Wild One                   |                             |
| 4             | Kostaryka        | The Arribiatta                 |                             |
| 5             | Brazylia         | The Amazon Goin' Bananas       | Amazonia inwestuje w banany |
| 6             | Australia        | Out of Balance Down Under      |                             |
| 7             | Tasmania         | Sympathy for the Devil         | Współczucie dla diabła      |
| 8             | Zanzibar         | Dr. Corwin I Presume           | Dr. Corwin, przypuszczam... |
| 9             | Tanzania         | Bodies in Motion               | Ciała w ruchu               |
| 10            | Indie            | Between the Tiger and the Lion | Między tygrysem a lwem      |
| 11            | Nepal            | Journery to Shangri-La         | Podróż do Shangri La        |
| 12            | Maroko           | The Time Machine of Sand       | Czas piaskowych maszyn      |
| 13            | Hiszpania        | Americano Loco                 |                             |

### Sezon 3
| Numer odcinka | Miejsce   | Angielski tytuł                | Polski tytuł                   |
| ------------- | --------- | ------------------------------ | ------------------------------ |
| 1             | Botswana  | Exploring the Elephant Highway | Zwiedzając słoniową autostradę |
| 2             | Uganda    | It's a Croc Story              | To historia krokodyla          |
| 3             | Meksyk    | The Great Snake Hunt           | Wspaniałe polowanie węża       |
| 4             | Peru      | Bear Necessities               | Niedźwiedzie potrzeby          |
| 5             | Kenia     | Hyena, the Queen of Beasts     | Hiena, królowa bestii          |
| 6             | Australia | Going Bats Down Under          |                                |
| 7             | Kambodża  | Snakes on the Menu             | Węże w menu                    |
| 8             | Indonezja | The Orangutan Freedom Journery | Podróż wolnego orangutana      |
| 9             |           | The Big Bad Wolf?              | Wielki, zły wilk?              |
| 10            | Brazylia  | Saving Tamarins                | Ocalić tamaryny                |
| 11            | Wenezuela | Operation: Anaconda            | Operacja: Anakonda             |
| 12            |           | Where's Jeff?                  | Gdzie jest Jeff?               |
| 13            |           | The Urban Show                 |                                |